# Hisonotus leucofrenatus
Hisonotus leucofrenatus — рід риб з роду Hisonotus родини Лорікарієві ряду сомоподібні. Інша назва «сом-негр».

## Опис
Загальна довжина сягає 6 см. Спостерігається статевий диморфізм: самиці більші за самців. Голова доволі велика. Морда майже округла з маленькими одонтодами (шкіряними зубчиками). Очі маленькі. Ніздрі розташовано біля очей, являють собою невеличкі горбики. Вуси короткі. Верхня щелепа трохи довша за нижню. Тулуб стрункий і тонкий, особливо у самців. Спинний плавець витягнутий назад, торкається тіла. Грудні плавці довгі з 1 жорстким променем. На задньому краї шипа присутні зазублини. Черевні плавці значно поступаються грудним. Жировий плавець відсутній. Анальний плавець маленький. Хвостовий плавець добре розвинений, широкий, з виїмкою.
Забарвлення чорне або темно-коричневе з численними світлими, горизонтальними, вузькими смугами. Боки темніші за спину. Черево світле. Плавці майже прозорі, окремі промені темно-коричневі.

## Спосіб життя
Є бентопелагічною рибою. Воліє до прісної води, насиченою киснем. Трапляється у струмках з земляним ґрунтом, густою рослинністю. Активний удень. Живиться рослинним обростанням.
Тривалість життя 3 роки.

## Розповсюдження
Мешкає у басейні річки Рібейра-де-Ігуапе (південно-східна Бразилія).